# داوید عزریئلی
داوید عزریئلی (به انگلیسی: David Azrieli) (به عبری: דוד עזריאלי) معمار یهودی‌الاصل و برج‌ساز مشهور اسرائیلی-کانادایی بود. وی بنیان‌گذار شرکت املاک عزریئلی گروپ است.
داوید عزرائلی در تاریخ ۱۰ می ۱۹۲۲ میلادی، در کشور لهستان به دنیا آمد. در آغاز جنگ جهانی دوم و به‌همراه خانواده‌اش به اسرائیل که آنزمان با نام «فلسطین تحت قیومیت بریتانیا» نامیده می‌شد، کوچ کرد.
وی از فارغ‌التحصیلان دانشگاه صنعتی اسرائیل - تخنیون در رشتهٔ معماری است. وی به عنوان عضوی از نیروهای دفاعی اسرائیل در جنگ اعراب و اسرائیل (۱۹۴۸) که در اسرائیل به «جنگ استقلال» مشهور است، جنگید. نهایتاً در سال ۱۹۵۸ میلادی به شهر مونترآل در کشور کانادا مهاجرت کرد.
وی در سال ۱۹۸۴ میلادی، بالاترین نشان کشور کانادا را با نام «رتبه کانادا» دریافت کرد. وی همچنین در سال ۱۹۹۹ میلادی، بالاترین نشان ایالت کبک کانادا را با نام «رتبه ملی کبک» کسب کرد.
وی سازنده و آرشیتکت برخی از مراکز خرید مدرن و برج‌های مشهور اسرائیل است. از مهم‌ترین آن‌ها می‌توان به مرکز خرید اورشلیم در ملحه یا برج‌های عزریئلی در شهر تل‌آویو اشاره کرد.